# Saint-Frédéric
Saint-Frédéric es un municipio parroquial canadiense situado en la provincia de Quebec.

## Superficie
Saint-Frédéric tiene una superficie de 72,35 km².

## Demografía
En 2021, tenía 1065 habitantes, una densidad poblacional de 14,7 hab./km², y 443 viviendas.